# Kinas Grand Prix 2025
Kinas Grand Prix 2025, officiellt Formula 1 Heineken Chinese Grand Prix 2025, var ett Formel 1-lopp som kördes den 23 mars 2025 på Shanghai International Circuit i Shanghai i Kina. Loppet var det andra av sammanlagt tjugofyra deltävlingar ingående i Formel 1-säsongen 2025 och kördes 56 varv. Det var även första deltävlingen som använde sig av sprintformatet, då ett sprintrace kördes över 19 varv.

## Ställning i mästerskapet före loppet
| Pos. | Förare          | Poäng |
| ---- | --------------- | ----- |
| 1 ▬  | Lando Norris    | 25    |
| 2 ▬  | Max Verstappen  | 18    |
| 3 ▬  | George Russell  | 15    |
| 4 ▬  | Kimi Antonelli  | 12    |
| 5 ▬  | Alexander Albon | 10    |

| Pos. | Konstruktör           | Poäng |
| ---- | --------------------- | ----- |
| 1 ▬  | McLaren-Mercedes      | 27    |
| 2 ▬  | Mercedes              | 27    |
| 3 ▬  | Red Bull              | 18    |
| 4 ▬  | Williams-Mercedes     | 10    |
| 5 ▬  | Aston Martin-Mercedes | 8     |

- Notering: Endast de fem bästa placeringarna i vardera mästerskap finns med på listorna.

## Sprintkvalet
Sprintkvalet kördes den 21 mars 2025, klockan 15:30 lokal tid (UTC+8), och fastställde startordningen för sprintracet.
| Pos.                    | Nr. | Förare            | Konstruktör                  | Kvaltider | Kvaltider | Kvaltider | Sprint- grid |
| Pos.                    | Nr. | Förare            | Konstruktör                  | SQ1       | SQ2       | SQ3       | Sprint- grid |
| ----------------------- | --- | ----------------- | ---------------------------- | --------- | --------- | --------- | ------------ |
| 1                       | 44  | Lewis Hamilton    | Ferrari                      | 1:31.212  | 1:31.384  | 1:30.849  | 1            |
| 2                       | 1   | Max Verstappen    | Red Bull Racing-Honda RBPT   | 1:31.916  | 1:31.521  | 1:30.867  | 2            |
| 3                       | 81  | Oscar Piastri     | McLaren-Mercedes             | 1:31.723  | 1:31.362  | 1:30.929  | 3            |
| 4                       | 16  | Charles Leclerc   | Ferrari                      | 1:31.518  | 1:31.561  | 1:31.057  | 4            |
| 5                       | 63  | George Russell    | Mercedes                     | 1:31.952  | 1:31.346  | 1:31.169  | 5            |
| 6                       | 4   | Lando Norris      | McLaren-Mercedes             | 1:31.396  | 1:31.174  | 1:31.393  | 6            |
| 7                       | 12  | Kimi Antonelli    | Mercedes                     | 1:31.999  | 1:31.475  | 1:31.738  | 7            |
| 8                       | 22  | Yuki Tsunoda      | Racing Bulls-Honda RBPT      | 1:32.316  | 1:31.794  | 1:31.773  | 8            |
| 9                       | 23  | Alexander Albon   | Williams-Mercedes            | 1:32.462  | 1:31.539  | 1:31.852  | 9            |
| 10                      | 18  | Lance Stroll      | Aston Martin Aramco-Mercedes | 1:32.327  | 1:31.742  | 1:31.982  | 10           |
| 11                      | 14  | Fernando Alonso   | Aston Martin Aramco-Mercedes | 1:32.121  | 1:31.815  | N/A       | 11           |
| 12                      | 87  | Oliver Bearman    | Haas-Ferrari                 | 1:32.269  | 1:31.978  | N/A       | 12           |
| 13                      | 55  | Carlos Sainz Jr.  | Williams-Mercedes            | 1:32.457  | 1:32.325  | N/A       | 13           |
| 14                      | 5   | Gabriel Bortoleto | Kick Sauber-Ferrari          | 1:32.539  | 1:32.564  | N/A       | 14           |
| 15                      | 6   | Isack Hadjar      | Racing Bulls-Honda RBPT      | 1:32.171  | Ingen tid | N/A       | 15           |
| 16                      | 7   | Jack Doohan       | Alpine-Renault               | 1:32.575  | N/A       | N/A       | 16           |
| 17                      | 10  | Pierre Gasly      | Alpine-Renault               | 1:32.640  | N/A       | N/A       | 17           |
| 18                      | 31  | Esteban Ocon      | Haas-Ferrari                 | 1:32.651  | N/A       | N/A       | 18           |
| 19                      | 27  | Nico Hülkenberg   | Kick Sauber-Ferrari          | 1:32.675  | N/A       | N/A       | PL1          |
| 20                      | 30  | Liam Lawson       | Red Bull Racing-Honda RBPT   | 1:32.729  | N/A       | N/A       | 19           |
| 107 %-gränsen: 1:37.596 |     |                   |                              |           |           |           |              |
| Källor:                 |     |                   |                              |           |           |           |              |

Noter
- ^1  – Nico Hülkenberg kvalade på 19:e plats, men fick starta sprinten från depån, då hans bil modifierats under parc fermé.[4]

## Sprintracet
Sprintracet kördes den 22 mars 2025, klockan 11:00 lokal tid (UTC+8), och kördes över 19 varv.
Lewis Hamilton i Ferrari tog pole position och ledde under hela sprintracet. Han tog både sin och Ferraris första seger i ett sprintrace. Oscar Piastri i McLaren kom tvåa och Max Verstappen i Red Bull kom trea.
| Pos.   | Nr. | Förare            | Konstruktör                  | Varv | Tid/Bröt   | Placering | Poäng |
| ------ | --- | ----------------- | ---------------------------- | ---- | ---------- | --------- | ----- |
| 1      | 44  | Lewis Hamilton    | Ferrari                      | 19   | 30:39.965  | 1         | 8     |
| 2      | 81  | Oscar Piastri     | McLaren-Mercedes             | 19   | +6.889     | 3         | 7     |
| 3      | 1   | Max Verstappen    | Red Bull Racing-Honda RBPT   | 19   | +9.804     | 2         | 6     |
| 4      | 63  | George Russell    | Mercedes                     | 19   | +11.592    | 5         | 5     |
| 5      | 16  | Charles Leclerc   | Ferrari                      | 19   | +12.190    | 4         | 4     |
| 6      | 22  | Yuki Tsunoda      | Racing Bulls-Honda RBPT      | 19   | +22.288    | 8         | 3     |
| 7      | 12  | Kimi Antonelli    | Mercedes                     | 19   | +23.038    | 7         | 2     |
| 8      | 4   | Lando Norris      | McLaren-Mercedes             | 19   | +23.471    | 6         | 1     |
| 9      | 18  | Lance Stroll      | Aston Martin Aramco-Mercedes | 19   | +24.916    | 10        |       |
| 10     | 14  | Fernando Alonso   | Aston Martin Aramco-Mercedes | 19   | +38.218    | 11        |       |
| 11     | 23  | Alexander Albon   | Williams-Mercedes            | 19   | +39.292    | 9         |       |
| 12     | 10  | Pierre Gasly      | Alpine-Renault               | 19   | +39.649    | 17        |       |
| 13     | 6   | Isack Hadjar      | Racing Bulls-Honda RBPT      | 19   | +42.400    | 15        |       |
| 14     | 30  | Liam Lawson       | Red Bull Racing-Honda RBPT   | 19   | +44.904    | 19        |       |
| 15     | 87  | Oliver Bearman    | Haas-Ferrari                 | 19   | +45.649    | 12        |       |
| 16     | 31  | Esteban Ocon      | Haas-Ferrari                 | 19   | +46.182    | 18        |       |
| 17     | 55  | Carlos Sainz Jr.  | Williams-Mercedes            | 19   | +51.376    | 13        |       |
| 18     | 5   | Gabriel Bortoleto | Kick Sauber-Ferrari          | 19   | +53.940    | 14        |       |
| 19     | 27  | Nico Hülkenberg   | Kick Sauber-Ferrari          | 19   | +56.682    | PL        |       |
| 20     | 7   | Jack Doohan       | Alpine-Renault               | 19   | +1:10.2121 | 16        |       |
| Källa: |     |                   |                              |      |            |           |       |

Noter
- ^1  – Jack Doohan kom i mål på 20:e plats, och fick dessutom tio sekunders bestraffning efter sprintracet för att ha orsakat en kollision med Gabriel Bortoleto. Bestraffningen påverkade inte Doohans slutgiltiga position.[7]

## Kvalet
Kvalet kördes den 22 mars 2025, klockan 15:00 lokal tid (UTC+8), och fastställde startordningen för loppet.
| Pos.                    | Nr. | Förare            | Konstruktör                  | Kvaltider | Kvaltider | Kvaltider | Start- grid |
| Pos.                    | Nr. | Förare            | Konstruktör                  | Q1        | Q2        | Q3        | Start- grid |
| ----------------------- | --- | ----------------- | ---------------------------- | --------- | --------- | --------- | ----------- |
| 1                       | 81  | Oscar Piastri     | McLaren-Mercedes             | 1:31.591  | 1:31.200  | 1:30.641  | 1           |
| 2                       | 63  | George Russell    | Mercedes                     | 1:31.295  | 1:31.307  | 1:30.723  | 2           |
| 3                       | 4   | Lando Norris      | McLaren-Mercedes             | 1:30.983  | 1:30.787  | 1:30.793  | 3           |
| 4                       | 1   | Max Verstappen    | Red Bull Racing-Honda RBPT   | 1:31.424  | 1:31.142  | 1:30.817  | 4           |
| 5                       | 44  | Lewis Hamilton    | Ferrari                      | 1:31.690  | 1:31.501  | 1:30.927  | 5           |
| 6                       | 16  | Charles Leclerc   | Ferrari                      | 1:31.579  | 1:31.450  | 1:31.021  | 6           |
| 7                       | 6   | Isack Hadjar      | Racing Bulls-Honda RBPT      | 1:31.162  | 1:31.253  | 1:31.079  | 7           |
| 8                       | 12  | Kimi Antonelli    | Mercedes                     | 1:31.676  | 1:31.590  | 1:31.103  | 8           |
| 9                       | 22  | Yuki Tsunoda      | Racing Bulls-Honda RBPT      | 1:31.238  | 1:31.260  | 1:31.638  | 9           |
| 10                      | 23  | Alexander Albon   | Williams-Mercedes            | 1:31.503  | 1:31.595  | 1:31.706  | 10          |
| 11                      | 31  | Esteban Ocon      | Haas-Ferrari                 | 1:31.876  | 1:31.625  | N/A       | 11          |
| 12                      | 27  | Nico Hülkenberg   | Kick Sauber-Ferrari          | 1:31.921  | 1:31.632  | N/A       | 12          |
| 13                      | 14  | Fernando Alonso   | Aston Martin Aramco-Mercedes | 1:31.719  | 1:31.688  | N/A       | 13          |
| 14                      | 18  | Lance Stroll      | Aston Martin Aramco-Mercedes | 1:31.923  | 1:31.773  | N/A       | 14          |
| 15                      | 55  | Carlos Sainz Jr.  | Williams-Mercedes            | 1:31.628  | 1:31.840  | N/A       | 15          |
| 16                      | 10  | Pierre Gasly      | Alpine-Renault               | 1:31.992  | N/A       | N/A       | 16          |
| 17                      | 87  | Oliver Bearman    | Haas-Ferrari                 | 1:32.018  | N/A       | N/A       | 17          |
| 18                      | 7   | Jack Doohan       | Alpine-Renault               | 1:32.092  | N/A       | N/A       | 18          |
| 19                      | 5   | Gabriel Bortoleto | Kick Sauber-Ferrari          | 1:32.141  | N/A       | N/A       | 19          |
| 20                      | 30  | Liam Lawson       | Red Bull Racing-Honda RBPT   | 1:32.174  | N/A       | N/A       | 20          |
| 107 %-gränsen: 1:37.351 |     |                   |                              |           |           |           |             |
| Källor:                 |     |                   |                              |           |           |           |             |

## Loppet
Loppet kördes den 23 mars 2025, klockan 15:00 lokal tid (UTC+8), och kördes över 56 varv.
Efter loppet framkom det att Charles Leclerc i Ferrari och Pierre Gasly i Alpine diskvalificerats på grund av undervikt på bilen. Lewis Hamilton diskvalificerades för att ha slitit plankan under bilen för mycket. Detta var den första dubbla diskvalificeringen för ett team sedan Renaults dubbla diskvalificering i Japans Grand Prix 2019. Det var även det första Grand Prix att ha fler än två diskvalificerade bilar sedan Kanadas Grand Prix 2004, och första gången någonsin som båda Ferraribilarna blivit diskvalificerade.
| Pos.    | Nr. | Förare            | Konstruktör                  | Varv | Tid/Bröt      | Placering | Poäng |
| ------- | --- | ----------------- | ---------------------------- | ---- | ------------- | --------- | ----- |
| 1       | 81  | Oscar Piastri     | McLaren-Mercedes             | 56   | 1:30:55.026   | 1         | 25    |
| 2       | 4   | Lando Norris      | McLaren-Mercedes             | 56   | +9.748        | 3         | 18    |
| 3       | 63  | George Russell    | Mercedes                     | 56   | +11.097       | 2         | 15    |
| 4       | 1   | Max Verstappen    | Red Bull Racing-Honda RBPT   | 56   | +16.656       | 4         | 12    |
| 5       | 31  | Esteban Ocon      | Haas-Ferrari                 | 56   | +49.969       | 11        | 10    |
| 6       | 12  | Kimi Antonelli    | Mercedes                     | 56   | +53.748       | 8         | 8     |
| 7       | 23  | Alexander Albon   | Williams-Mercedes            | 56   | +56.321       | 10        | 6     |
| 8       | 87  | Oliver Bearman    | Haas-Ferrari                 | 56   | +1:01.303     | 17        | 4     |
| 9       | 18  | Lance Stroll      | Aston Martin Aramco-Mercedes | 56   | +1:10.204     | 14        | 2     |
| 10      | 55  | Carlos Sainz Jr.  | Williams-Mercedes            | 56   | +1:16.387     | 15        | 1     |
| 11      | 6   | Isack Hadjar      | Racing Bulls-Honda RBPT      | 56   | +1:18.875     | 7         |       |
| 12      | 30  | Liam Lawson       | Red Bull Racing-Honda RBPT   | 56   | +1:21.147     | PL        |       |
| 13      | 7   | Jack Doohan       | Alpine-Renault               | 56   | +1.28.4011    | 18        |       |
| 14      | 5   | Gabriel Bortoleto | Kick Sauber-Ferrari          | 55   | +1 varv       | 19        |       |
| 15      | 27  | Nico Hülkenberg   | Kick Sauber-Ferrari          | 55   | +1 varv       | 12        |       |
| 16      | 22  | Yuki Tsunoda      | Racing Bulls-Honda RBPT      | 55   | +1 varv       | 9         |       |
| DNF     | 14  | Fernando Alonso   | Aston Martin Aramco-Mercedes | 4    | Bromsar       | 13        |       |
| DSQ     | 16  | Charles Leclerc   | Ferrari                      | 56   | Undervikt2    | 6         |       |
| DSQ     | 44  | Lewis Hamilton    | Ferrari                      | 56   | Plankslitage3 | 5         |       |
| DSQ     | 10  | Pierre Gasly      | Alpine-Renault               | 56   | Undervikt2    | 16        |       |
| Källor: |     |                   |                              |      |               |           |       |

Noter
- ^1  – Jack Doohan kom i mål på 14:e plats, men fick 10 sekunders bestraffningar för att ha tvingat Isack Hadjar utanför banan. Han tjänade en position till följd av diskvalificeringarna av Charles Leclerc, Lewis Hamilton och Pierre Gasly.[15]
- ^2  – Charles Leclerc och Pierre Gasly kom i mål på 5:e, respektive 11:e plats, men diskvalificerades på grund av undervikt på bilen.[16][17]
- ^3  – Lewis Hamilton kom i mål på 6:e plats, men diskvalificerades på grund av att ha slitit plankan under bilen för mycket.[18]

## Ställning i mästerskapet efter loppet
| Pos.  | Förare         | Poäng |
| ----- | -------------- | ----- |
| 1 ▬   | Lando Norris   | 44    |
| 2 ▬   | Max Verstappen | 36    |
| 3 ▬   | George Russell | 35    |
| 4 ▲ 5 | Oscar Piastri  | 34    |
| 5 ▼ 1 | Kimi Antonelli | 22    |

| Pos.  | Konstruktör       | Poäng |
| ----- | ----------------- | ----- |
| 1 ▬   | McLaren-Mercedes  | 78    |
| 2 ▬   | Mercedes          | 57    |
| 3 ▬   | Red Bull          | 36    |
| 4 ▬   | Williams-Mercedes | 17    |
| 5 ▲ 2 | Ferrari           | 17    |

- Notering: Endast de fem bästa placeringarna i vardera mästerskap finns med på listorna.